# يوآش ملك يهوذا
يوآش أو يهوآش (باليونانية: Ιωας)‏، (باللاتينية: Joas)‏، هو ملك يهوذا من 836 إلى 796 ق م، وهو الابن الوحيد الناجي لأخزيا ملك يهوذا بعد المذبحة الملكية التي قامت بها جدته عثليا.
أخفته عمّته يهوشبع مدة ست سنين. وقد أرادت عثليا من ذلك التخلص من منافسيها على عرش يهوذا، من أبناء زوجها من زوجاته الأخريات. وفي السنة السابعة لإخفاء الطفل أُظهر وحمل إلى الهيكل وبويع ملكًا على يهوذا. فغضبت عثليا وخشيت أن يفلت الزمام منها. فأسرعت إلى الهيكل واتهمت يوآش بتدبير مؤامرة عليها. ولكن الكاهن الأعظم طردها من الهيكل، وحملها الشعب إلى خارج الهيكل وقتلوها عند مدخل الخيل، وكان يوآش يبلغ من العمر 7 سنوات عندما بدأ حكمه، وملك 40 عامًا. وخلفه ابنه أمصيا.
أرخ وليام أولبرايت عهده بالفترة من 837 إلى 800 قبل الميلاد، في حين أرخها إدوين ثيلي من 835 إلى 796 قبل الميلاد. 
حسب سفر أخبار الأيام الثاني فإنه بعد موت يهوياداع رئيس الكهنة، أهمل يوآش عبادة الله، وعزَّز عبادة الأصنام. وابتلى يوآش بأمراض كثيرة، وفُتن عليه عبيده وقتلوه ودفنوه في مدينة داود خارج قبور الملوك.
لا يذكر إنجيل متى يهوآش ملك يهوذا في نسب يسوع، يهوآش هو واحد من أربعة ملوك ليهوذا تم حذفهم من النسب، الثلاثة الآخرون هم أخزيا، وأمصيا، ويهوياقيم.